# Nancy Reagan
Nancy Davis Reagan, nascida Anne Frances Robbins (Nova Iorque, 6 de julho de 1921 - Los Angeles, 6 de março de 2016) foi uma atriz de cinema americana e a segunda esposa de Ronald Reagan, o 40.º Presidente dos Estados Unidos. Exerceu a função de Primeira-dama de 1981 a 1989.
Nancy morou em Maryland com uma tia e um tio por seis anos, após a separação de seus pais. Quando sua mãe se casou novamente em 1929, ela se mudou para Chicago e depois acrescentou o nome Davis de seu padrasto. Como Nancy Davis, foi uma atriz de Hollywood nas décadas de 1940 e 1950, estrelando filmes como The Next Voice You Hear ..., Night into Morning e Donovan's Brain. Em 1952, se casou com Ronald Reagan, que na época era o presidente da Screen Actors Guild. Tiveram dois filhos juntos. Reagan foi a primeira-dama da Califórnia quando seu marido foi governador de 1967 a 1975, e começou a trabalhar com o Programa avós adotivos.
Reagan tornou-se a primeira-dama dos Estados Unidos em janeiro de 1981, após a vitória de seu marido nas eleições presidenciais de 1980. No início de seu primeiro mandato, foi criticada em grande parte por sua decisão de substituir a porcelana da Casa Branca, que havia sido paga por doações privadas. Ela defendeu causas voltadas à prevenção do uso recreativo de drogas quando fundou a campanha de conscientização sobre drogas "Just Say No", considerada sua principal iniciativa como primeira-dama. Mais discussões sobre seu papel se seguiram à revelação de 1988 de que ela havia consultado um astrólogo para ajudar no planejamento da agenda do presidente após a tentativa de assassinato de seu marido em 1981. Geralmente exercia uma forte influência sobre o marido e participava de algumas de suas decisões diplomáticas e de pessoais.
Após o término do mandato presidencial de Ronald Reagan, o casal voltou para sua casa em Bel Air, Los Angeles, Califórnia. Nancy dedicou a maior parte do tempo cuidando do marido, que foi diagnosticado com doença de Alzheimer em 1994, até sua morte aos 93 anos em 5 de junho de 2004. Nancy Reagan permaneceu ativa na Biblioteca Reagan e na política, principalmente em apoio à pesquisa com células-tronco embrionárias, até sua morte por insuficiência cardíaca congestiva aos 94 anos em 6 de março de 2016.

## Primeiros anos
Anne Frances Robbins nasceu em 6 de julho de 1921, no Sloane Hospital for Women, no centro de Manhattan. Foi a única filha de Kenneth Seymour Robbins (1892–1972), um fazendeiro que se tornou vendedor de carros e que nascera em uma família outrora próspera e sua esposa ,  e atriz, Edith Prescott Luckett (1888–1987). Sua madrinha era Alla Nazimova, estrela do cinema mudo.  Desde o nascimento, foi chamada de Nancy.
Ela viveu seus primeiros dois anos em Flushing, Queens, um bairro da cidade de Nova Iorque, em uma casa de dois andares na avenida Roosevelt, entre as ruas 149 e 150. Seus pais se separaram logo após o nascimento e se divorciaram em 1928. Após a separação, sua mãe viajou pelo país para trabalhar como atriz e Robbins foi criada em Bethesda, Maryland, por seis anos por sua tia, Virginia Luckett, e o tio Audley Gailbraith, onde frequentou a Sidwell Friends School do jardim de infância até a segunda série. Mais tarde, Nancy descreveu a saudade de sua mãe durante esses anos: "Meus tempos favoritos eram quando mamãe tinha um emprego em Nova Iorque, e tia Virgie me pegava de trem para ficar com ela".
Em 1929, sua mãe se casou com Loyal Edward Davis (1896–1982), um importante neurocirurgião conservador que mudou a família para Chicago. Nancy e seu padrasto se davam muito bem. Escreveu mais tarde que era "um homem de grande integridade que exemplificava valores antiquados". Ele a adotou formalmente em 1938 e ela sempre se referia a ele como seu pai. No momento da adoção, seu nome foi legalmente alterado para Nancy Davis. Frequentou a Girls 'Latin School de Chicago (descrevendo-se como uma estudante comum), de 1929 até se formar em 1939, e mais tarde frequentou o Smith College, em Massachusetts, onde se formou em inglês e teatro em 1943.

## Carreira artística

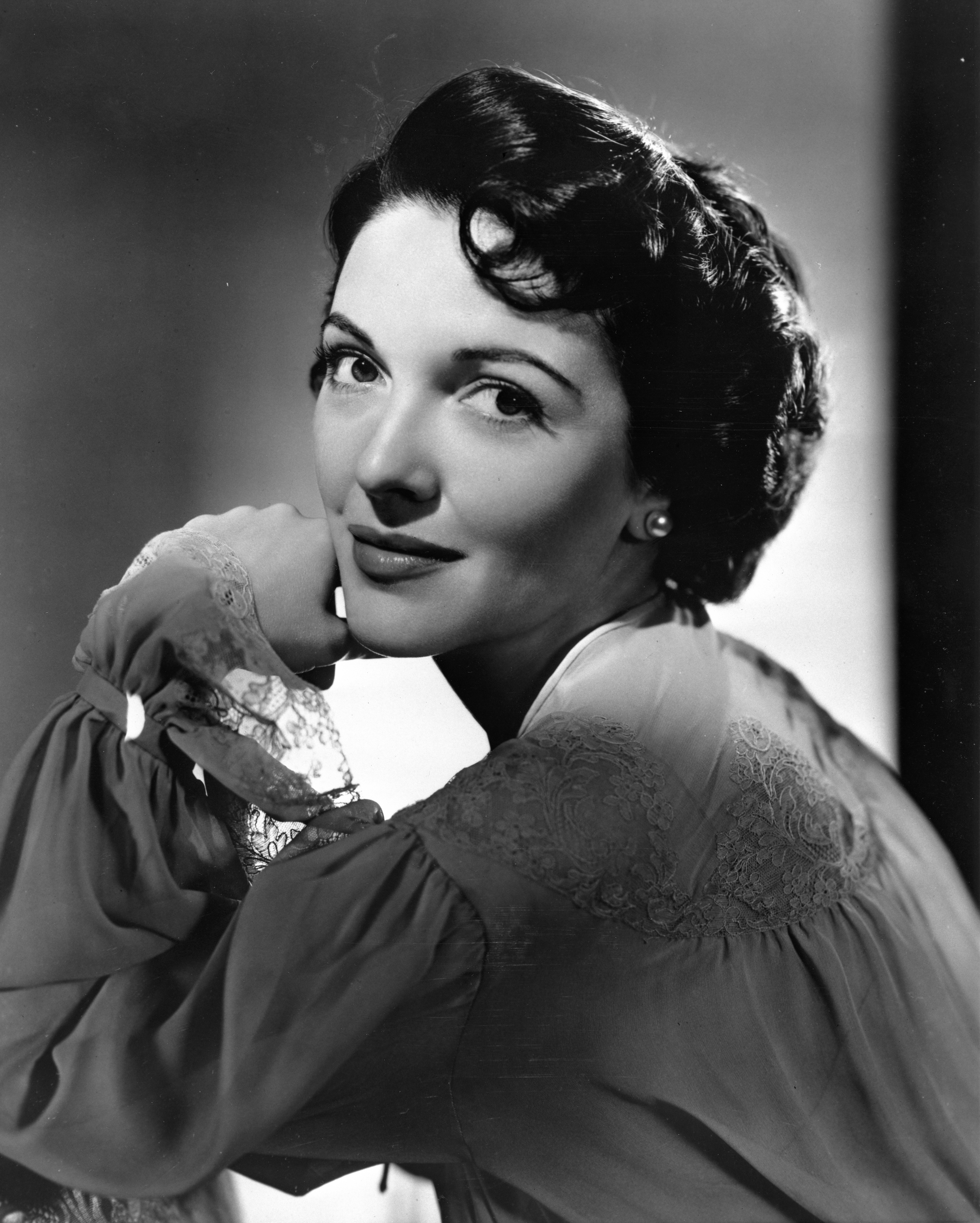
Nancy Davis em torno de 1950.

Em 1940, uma jovem Davis apareceu como voluntária da Fundação Nacional para Paralisia Infantil em um memorável curta-metragem exibido nos cinemas para levantar doações para a cruzada contra a poliomielite. O Crippler apresentava uma figura sinistra espalhando-se por playgrounds e fazendas, rindo de suas vítimas, até que finalmente foi dispersada pelo voluntário. Foi muito eficaz no levantamento de contribuições.
Após sua graduação na faculdade, Davis trabalhou em Chicago como balconista de vendas na loja de departamentos de Marshall Field e como auxiliar de enfermagem. Com a ajuda dos colegas de mãe de teatro, incluindo ZaSu Pitts, Walter Huston e Spencer Tracy, ela seguiu uma carreira profissional como atriz. Ela ganhou uma parte no tour rodoviário de Pitts em 1945, por Ramshackle Inn, se mudando para Nova York. Ela conseguiu o papel de Si-Tchun, uma dama de companhia, no musical da Broadway de 1946 sobre o Oriente, Lute Song, estrelando Mary Martin e uma pré-fama Yul Brynner. O produtor do programa disse a ela: "Você poderia ser chinesa".
Depois de passar em um teste de tela, ela se mudou para a Califórnia e assinou um contrato de sete anos com a Metro-Goldwyn-Mayer Studios Inc. (MGM) em 1949; depois comentou: "Juntar-se à Metro era como entrar em um mundo dos sonhos ". Sua combinação de aparência atraente - centrada em seus olhos grandes - e modos um tanto distantes e discretos dificultavam a princípio a MGM lançar e divulgar. Davis apareceu em onze longas-metragens, geralmente caracterizadas como uma "dona de casa leal", "jovem mãe responsável" ou "a mulher firme". Jane Powell, Debbie Reynolds, Leslie Caron e Janet Leigh estavam entre as atrizes com quem ela competiu por papéis na MGM.
A carreira cinematográfica de Davis começou com pequenos papéis coadjuvantes em dois filmes lançados em 1949, The Doctor and the Girl com Glenn Ford e East Side, West Side, estrelando Barbara Stanwyck. Ela interpretou uma psiquiatra infantil no filme noir Shadow on the Wall (1950), com Ann Sothern e Zachary Scott; seu desempenho foi chamado de "bonito e convincente" pelo crítico do New York Times A. H. Weiler. Ela co-estrelou em The Next Voice You Hear ... dos anos 1950, interpretando uma dona de casa grávida que ouve a voz de Deus em seu rádio. O revisor influente Bosley Crowther, do The New York Times, escreveu que "Nancy Davis [é] encantadora como [uma] esposa gentil, clara e compreensiva". Em 1951, Davis apareceu em Night into Morning, seu papel favorito nas telas, um estudo de luto estrelado por Ray Milland. Crowther disse que Davis "se sai muito bem como a noiva que é viúva e conhece a solidão da dor", enquanto outro crítico conhecido, Richard L. Coe, do Washington Post, disse que Davis "é esplêndido como a viúva compreensiva". A MGM liberou Davis de seu contrato em 1952; ela procurou uma gama mais ampla de peças, mas também se casou com Reagan, mantendo seu nome profissional como Davis, e teve seu primeiro filho naquele ano. Ela logo estrelou o filme de ficção científica Donovan's Brain (1953). Crowther disse que Davis, desempenhando o papel de "esposa tristemente confusa de um cientista possuído", "atravessou tudo isso em uma confusão gritante" em um filme "totalmente bobo". Em seu penúltimo filme, Hellcats of the Navy (1957), ela interpretou a enfermeira tenente Helen Blair e apareceu em um filme pela única vez com o marido, interpretando o que um crítico chamou de "uma dona de casa que veio para a Outro revisor, no entanto, afirmou que Davis desempenha seu papel de forma satisfatória e "faz bem com o que ela tem que trabalhar".

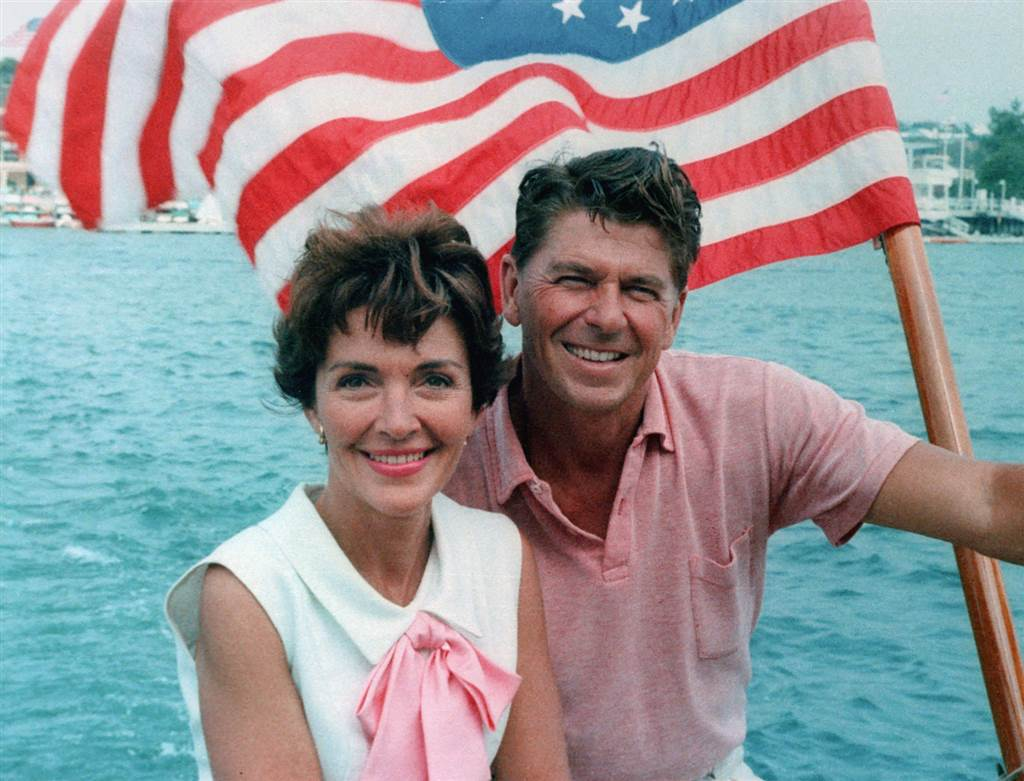
Nancy e Ronald Reagan a bordo de um barco, 1964

O autor Garry Wills disse que Davis era geralmente subestimado como atriz, porque sua parte restrita no Hellcats era sua performance mais vista. Além disso, Davis subestimou seus objetivos em Hollywood: o material promocional da MGM em 1949 dizia que sua "maior ambição" era ter um "casamento feliz e bem-sucedido"; décadas mais tarde, em 1975, ela dizia: "Eu nunca fui uma mulher de carreira, mas [me tornei uma] apenas porque não havia encontrado o homem com quem queria me casar. Não podia sentar e não fazer nada, então me tornei uma atriz ". No entanto, o biógrafo de Ronald Reagan Lou Cannon a caracterizou como uma artista "confiável" e "sólida", que se destacou em performances com atores mais conhecidos. Depois de seu filme final, Crash Landing (1958), Davis apareceu por um breve período como atriz convidada em dramas televisivos, como o episódio de Zane Gray Theatre "The Long Shadow" (1961), onde também atuou ao lado de Ronald Reagan. como Wagon Train e The Tall Man, até que ela se aposentou como atriz em 1962.
Durante sua carreira, Davis atuou por quase dez anos no conselho de diretores da Screen Actors Guild. Décadas depois, Albert Brooks tentou impedi-la de se aposentar, oferecendo-lhe o papel principal em seu filme de 1996, Mother. Ela recusou, a fim de cuidar de seu marido. Debbie Reynolds desempenhou o papel.

## Casamento e família

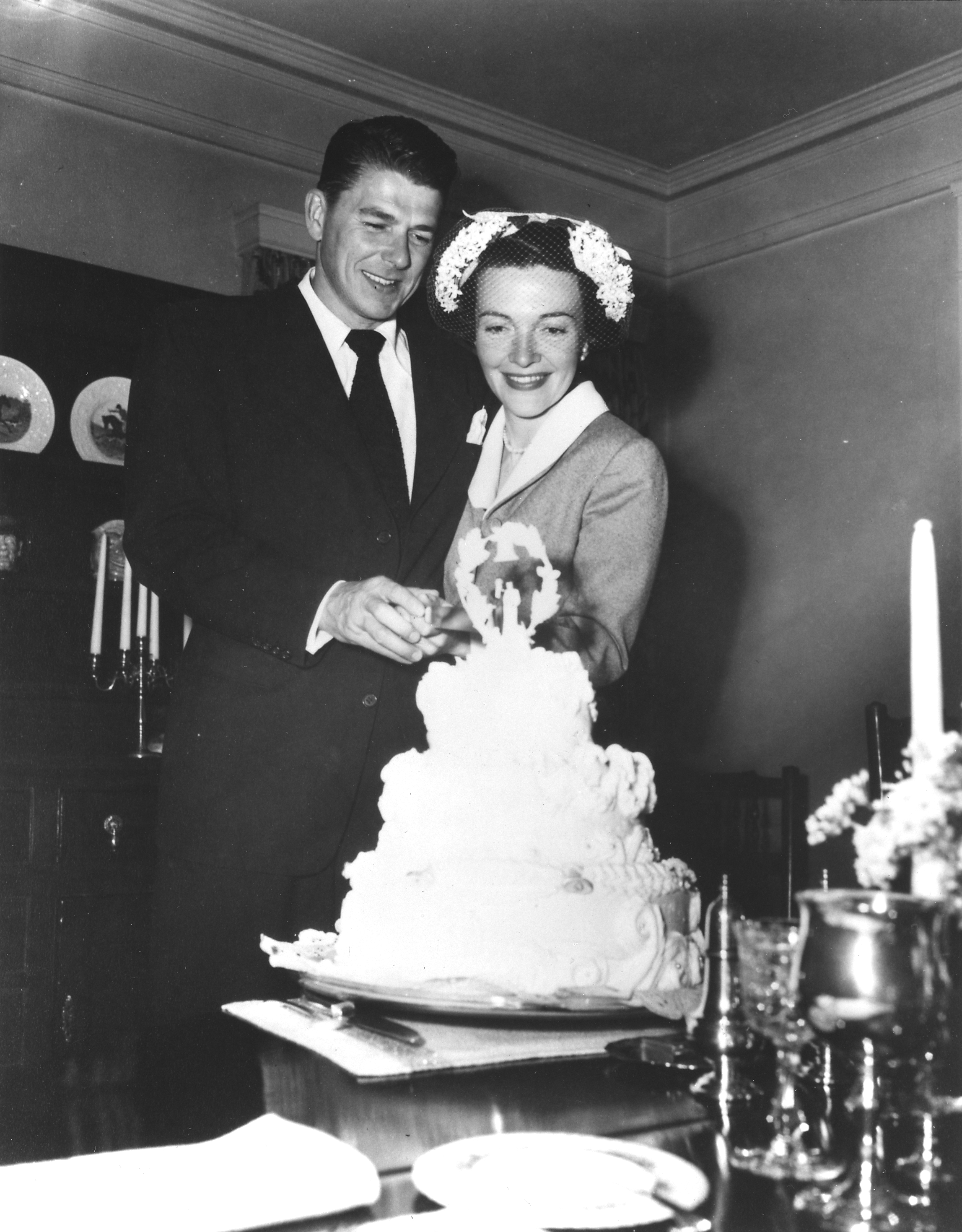
Recém-casados Ronald e Nancy Reagan, 4 de março de 1952

Durante sua carreira em Hollywood, Davis namorou muitos atores, incluindo Clark Gable, Robert Stack e Peter Lawford; mais tarde ela chamou Gable de a mais bonita das estrelas que conheceu. Em 15 de novembro de 1949, ela conheceu Ronald Reagan, que era então presidente da Screen Actors Guild. Ela notou que seu nome apareceu na lista negra de Hollywood. Davis procurou a ajuda de Reagan para manter seu emprego como atriz de uma guilda em Hollywood e para obter ajuda para remover seu nome da lista. Ronald Reagan informou que tinha sido confundida com outra atriz de mesmo nome. Os dois começaram a namorar e seu relacionamento foi objeto de muitas colunas de fofocas; uma reportagem da imprensa de Hollywood descreveu o tempo livre de boates juntos como "o romance de um casal que não tem vícios". Ronald Reagan era cético em relação ao casamento, no entanto, após o doloroso divórcio de Jane Wyman em 1949, e ele ainda viu outras mulheres.
Após três anos de namoro, eles decidiram se casar enquanto discutiam o assunto no estande favorito do casal no Chasen's, um restaurante em Beverly Hills. O casal se casou em 4 de março de 1952, na Little Brown Church, no vale de San Fernando, em Los Angeles, em uma cerimônia simples e organizada às pressas, destinada a evitar a imprensa; o casamento foi o primeiro dela e o segundo dele. As únicas pessoas presentes foram o colega ator William Holden (o padrinho) e sua esposa, a atriz Brenda Marshall (a madrinha de honra). Nancy provavelmente já estava grávida durante a cerimônia; o primeiro filho do casal, Patricia Ann Reagan (mais tarde conhecida por seu nome profissional, Patti Davis), nasceu menos de oito meses depois, em 21 de outubro de 1952. Seu filho, Ronald Prescott Reagan (mais tarde conhecido como Ron Reagan), nasceu seis anos depois, em 20 de maio de 1958. Reagan também se tornou madrasta de Maureen Reagan (1941–2001) e Michael Reagan (n. 1945), filhos do marido de seu primeiro casamento com Jane Wyman.

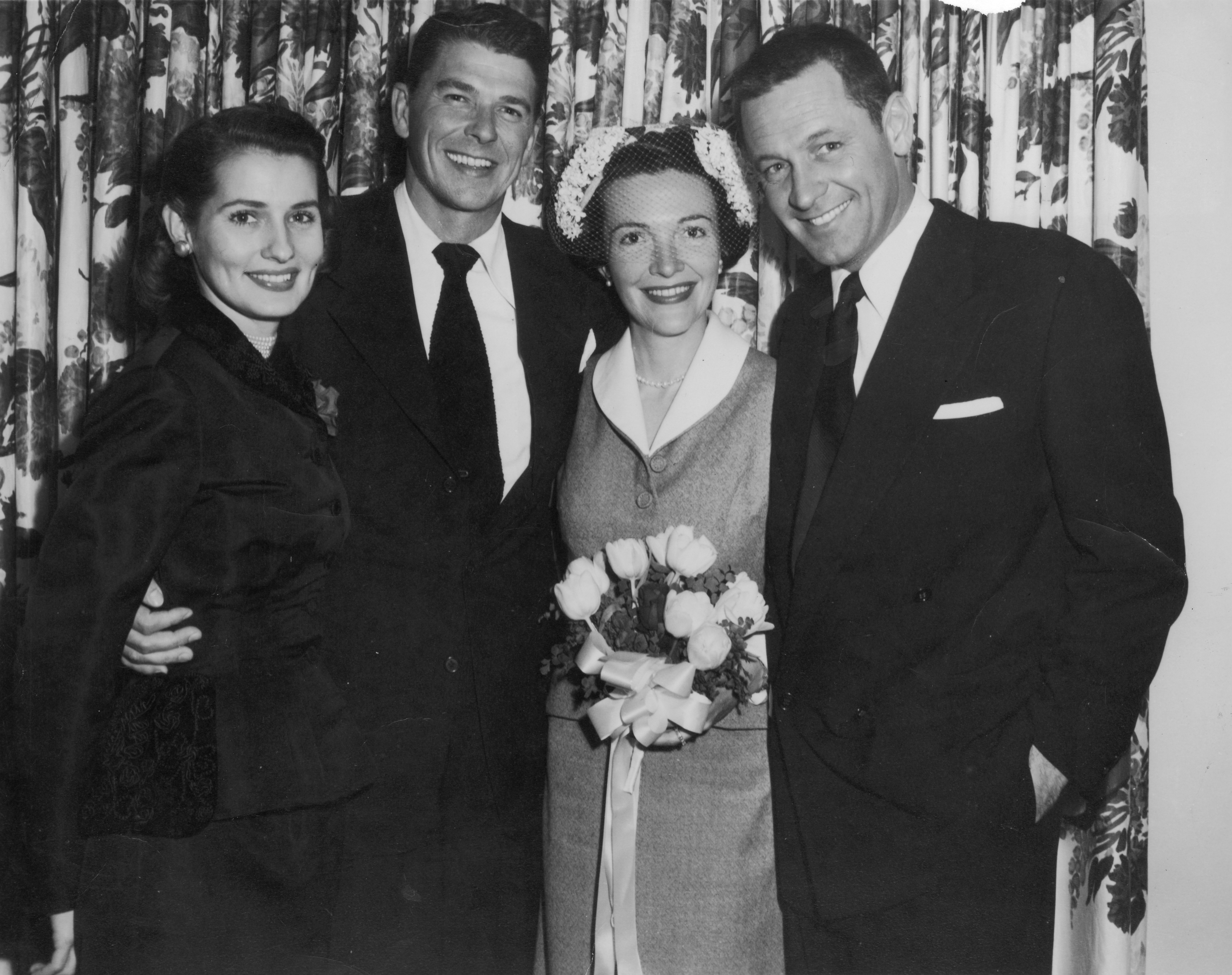
Madrinha de honra Brenda Marshall e padrinho William Holden, convidados únicos no casamento dos Reagans, flanqueiam o casal recém-casado

Observadores descreveram o relacionamento de Nancy e Ronald como íntimo. Como presidente e primeira-dama, foi relatado que os Reagans demonstravam afeto com frequência, com um secretário de imprensa observando: "Eles nunca se deram como garantidos. Eles nunca pararam de cortejar". Ronald costumava chamar Nancy de "mamãe"; ela o chamou de "Ronnie". Enquanto o presidente estava se recuperando no hospital após a tentativa de assassinato de 1981, Nancy escreveu em seu diário: "Nada pode acontecer com meu Ronnie. Minha vida terminaria". Em uma carta a Nancy, Ronald escreveu: "o que eu quiser. tesouro e prazer ... tudo seria sem sentido se eu não tivesse você". Em 1998, alguns anos depois que seu marido recebeu um diagnóstico da doença de Alzheimer, Nancy disse à Vanity Fair:" Nosso relacionamento é muito especial. Fomos muito apaixonados e ainda somos. Quando digo que minha vida começou com Ronnie, bem, é verdade. Sim. Não consigo imaginar a vida sem ele". Nancy era conhecida pelo olhar concentrado e atento, denominado" o olhar", que ela prendeu ao marido durante seus discursos e aparições.
A morte do presidente Reagan, em junho de 2004, terminou o que Charlton Heston chamou de "o maior caso de amor da história da Presidência Americana".

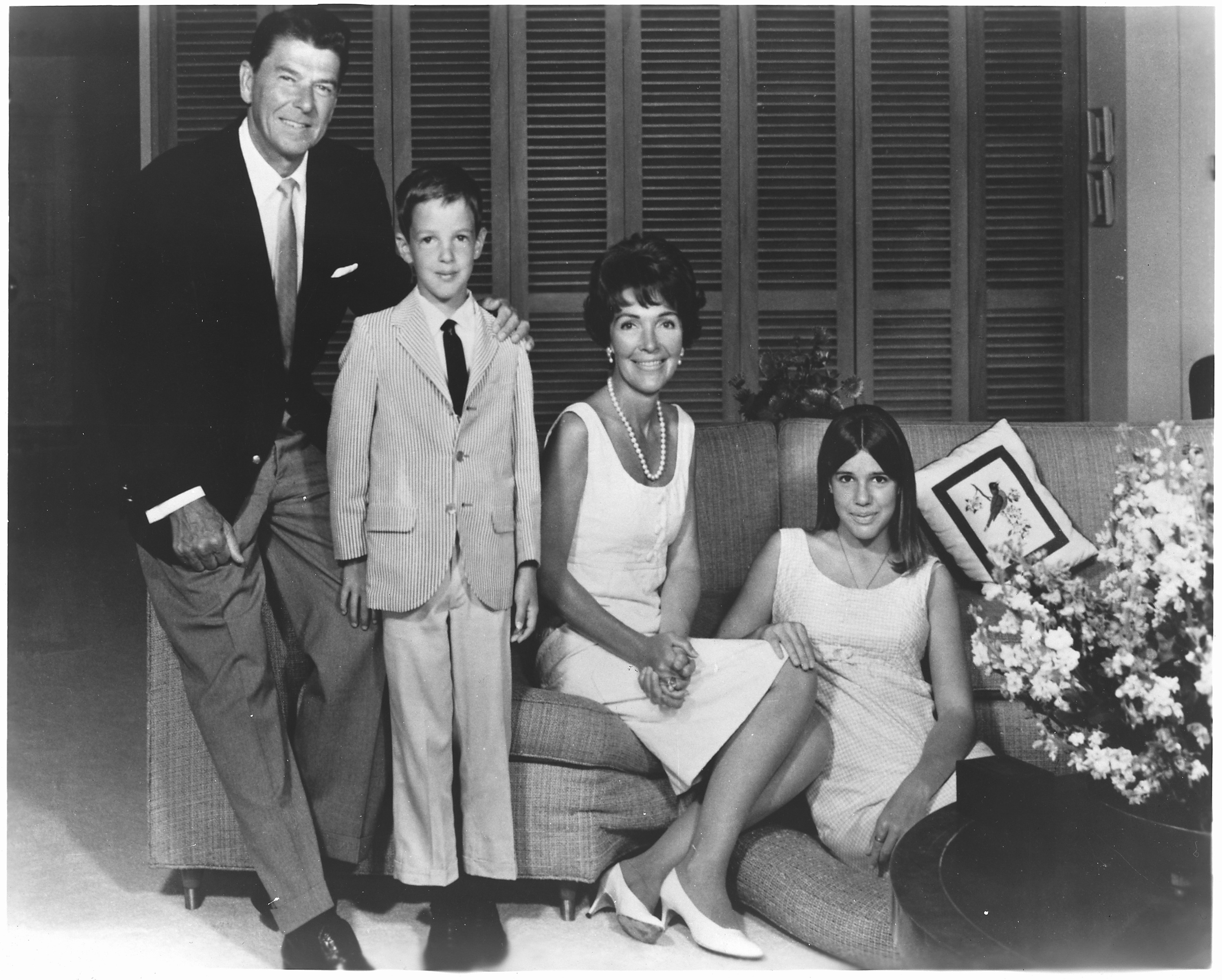
A família Reagan, c. 1967

O relacionamento de Nancy com os filhos nem sempre era tão próximo quanto o vínculo com o marido. Frequentemente brigava com seus filhos e enteados. Seu relacionamento com Patti era o mais controverso; Patti desprezou o conservadorismo americano, rebelou-se contra seus pais ao ingressar no movimento de congelamento nuclear e escreveu muitos livros antiReagan. Os quase 20 anos de brigas familiares deixaram Patti muito distante de sua mãe e pai. Logo após o diagnóstico da doença de Alzheimer de seu pai, Patti e sua mãe se reconciliaram e começaram a se falar diariamente. As discordâncias de Nancy com Michael também eram assuntos públicos; em 1984, foi citada como tendo dito que os dois estavam em um "estranhamento agora". Michael respondeu que Nancy estava tentando encobrir o fato de ela não conhecia sua filha, Ashley, que havia nascido quase um ano antes. Eles também fizeram as pazes. Pensa-se que Nancy fosse a mais próxima de sua enteada Maureen durante os anos da Casa Branca, mas cada uma das crianças Reagan experimentou períodos de distanciamento de seus pais.

## Primeira-dama da Califórnia

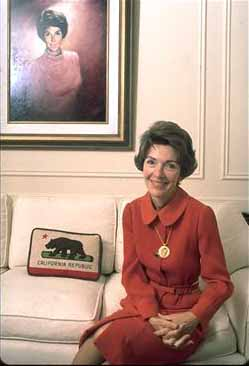
Nancy Reagan como primeira-dama da Califórnia

Nancy Reagan foi a primeira-dama da Califórnia durante os dois mandatos de seu marido como governador. Ela não gostava de morar na capital do estado de Sacramento, que carecia da emoção, da vida social e do clima ameno com o qual estava acostumada em Los Angeles. Ela atraiu polêmica pela primeira vez em 1967; após quatro meses de residência na mansão do governador da Califórnia em Sacramento, ela mudou sua família para um subúrbio rico, porque os bombeiros rotularam a mansão como "firetrap". Embora os Reagans tenham arrendado a nova casa às suas custas, a mudança foi vista como esnobe quando o assunto foi levado ao conhecimento do público em geral. Reagan defendeu suas ações como sendo para o bem de sua família, um julgamento com o qual seu marido concordou prontamente. Amigos da família mais tarde ajudaram a suportar o custo da casa alugada, enquanto Reagan supervisionava a construção de uma nova residência de governador em estilo de fazenda na vizinha Carmichael. A nova residência foi concluída quando Ronald Reagan deixou o cargo em 1975, mas seu sucessor, Jerry Brown, se recusou a morar lá. Foi vendido em 1982, e os governadores da Califórnia viveram em arranjos improvisados até Brown se mudar para a Mansão do Governador em 2015.
Em 1967, o governador Reagan nomeou sua esposa para a California Arts Commission, e um ano depois foi nomeada mulher do ano no Los Angeles Times; em seu perfil, o Times a rotulou como "uma modelo dama de honra". Seu glamour, estilo e juventude fizeram dela um assunto frequente para fotógrafos de imprensa. Como primeira-dama, Reagan visitou veteranos, idosos e deficientes, e trabalhou com várias instituições de caridade. Ela se envolveu com o Programa Foster Grandparents, ajudando a popularizá-lo nos Estados Unidos e na Austrália. Mais tarde, ela expandiu seu trabalho com a organização depois de chegar a Washington e escreveu sobre suas experiências em seu livro de 1982, To Love a Child. Os Reagans fizeram jantares para ex-prisioneiros de guerra e veteranos da Guerra do Vietnã enquanto governador e primeira-dama.

## Papel nas campanhas presidenciais de 1976 e 1980
O mandato do governador Reagan no cargo terminou em 1975 e ele não concorreu ao terceiro mandato; em vez disso, ele se reuniu com assessores para discutir uma possível oferta para a presidência de 1976, desafiando o atual presidente Gerald Ford. Ronald ainda precisava convencer uma Nancy relutante antes de correr, no entanto. Ela temia pela saúde do marido e por sua carreira como um todo, embora sentisse que ele era o homem certo para o cargo e acabou por ser aprovado. Nancy assumiu um papel tradicional na campanha, realizando cafés, almoços e conversas. Ela também supervisionou o pessoal, monitorou a programação do marido e, ocasionalmente, deu entrevistas coletivas. A campanha de 1976 incluiu a chamada "batalha das rainhas", contrastando Nancy com a primeira-dama Betty Ford. Ambos falaram ao longo da campanha sobre questões semelhantes, mas com abordagens diferentes. Nancy ficou chateada com a imagem calorosa que a campanha da Ford havia desenhado do marido.
Embora tenha perdido a indicação republicana de 1976, Ronald Reagan concorreu à presidência pela segunda vez em 1980. Conseguiu ganhar a indicação e derrotou o rival em exercício Jimmy Carter em um deslizamento de terra. Durante esta segunda campanha, Nancy desempenhou um papel proeminente, e sua gestão da equipe se tornou mais aparente. Ela organizou uma reunião entre os gerentes de campanha rival John Sears e Michael Deaver e seu marido, o que resultou em Deaver deixando a campanha e Sears recebendo total controle. Depois que o campo de Reagan perdeu o Caucus de Iowa e ficou para trás nas pesquisas de New Hampshire, Nancy organizou uma segunda reunião e decidiu que era hora de demitir Sears e seus associados; ela deu a Sears uma cópia do comunicado de imprensa anunciando sua demissão. Sua influência sobre o marido tornou-se particularmente notável; sua presença em comícios, almoços e recepções aumentou sua confiança.

## Primeira-dama dos Estados Unidos

### Casa Branca

Foto oficial da primeira-dama Nancy Reagan na Sala Vermelha, 1985.

Nancy tornou-se a Primeira-dama dos Estados Unidos após a vitória de seu esposo, Ronald Reagan, nas eleições de 1980. Nancy assumiu como primeira-dama em Janeiro de 1981. Desde sua chegada a Casa Branca, Nancy demonstrou seu interesse em reformar algumas partes da residência presidencial, que há anos encontrava-se descuidada e sem  manutenção. O próprio assessor da Casa Branca, Michael Deaver descreveu os segundo e terceiro andar da residência como "com paredes rachadas, pintura descascada e pisos quebrados". Ao contrário do esperado na época, Nancy não  recorreu ao governo, mas levantou fundos através de doações privadas para a reforma da mansão. A primeira-dama promoveu uma grande reforma em praticamente todas as salas dos segundo e terceiro andares da residência além das salas adjacentes ao Salão Oval. As reformas incluíram a pintura das paredes, o retoque dos pisos, a reparação das lareiras e a substituição de algumas janelas e tubulações antigas.
Nancy também encomendou nova Louça para a Casa Branca, que não era trocada desde o governo de Harry Truman. Alguns jornais e revistas da época chegaram divulgar matérias sobre o suposta falta de louça da Casa Branca e o estado desesperador em que a residência mais importante do planeta se encontrava. Em parceria com a Lenox, o maior fabricante de porcelana da América, a primeira-dama optou por pratos fundos com as bordas em vermelho e no centro o Selo Presidencial gravado em dourado. O projeto de substituição da louça foi concluído com cerca de 4 370 peças remodeladas e gasto de 209 508 dólares. Apesar de ter sido paga por doações privadas, os investimentos na compra da louça geraram várias controvérsias na época, pois o país estava passando por uma profunda crise econômica.

### Estilo

Nancy durante sua campanha de Combate às Drogas

Outra das características marcantes de Nancy era o seu estilo de moda. Enquanto o seu marido era o presidente ianque, foi Nancy quem atraiu a atenção da mídia por causa das suas roupas elegantes. A mídia argumentava que o guarda-roupa de Nancy era lotado de peças desenhadas por vários estilistas famosos como James Galanos, Bill Blass, Adolfo, e Oscar de la Renta.
Entretanto, o vestuário de Nancy também foi alvo de críticas pela mídia. Em 1982, a primeira-dama revelou que havia ganho milhares de dólares em roupas e joias e disse também que estava apenas promovendo grandes nomes da indústria de moda. Com o passar do tempo as críticas ficaram mais pesadas e irritantes para Nancy e ela declarou oficialmente que não iria mais aceitar roupas pagas pelo governo norte-americano. Apesar das controvérsias acerca das roupas, muitos estilistas continuaram a realizar as peças encomendadas pela primeira-dama.
A compra da nova louça, as reformas da Casa Branca, o vestuário caríssimo e até mesmo sua presença no Casamento de Diana Spencer e Charles, Príncipe de Gales provocaram questionamentos acerca de sua aparente indiferença quanto à situação econômica do país naquele período. Mas, a contribuição de Nancy também foi de trazer um pouco de "glamour" para a residência ianque. A primeira-dama organizou cerca de 56 jantares de estado em um período de apenas oito anos e demonstrou grande facilidade para fazê-los.
Em 1987, Mikhail Gorbachev tornou-se o primeiro líder soviético a visitar Washington, D.C. desde 1959 e Nancy ficou incumbida de planejar a rotina estatal do presidente e organizar o jantar de estado em hora de Gorbachev. O jantar foi um verdadeiro sucesso e Nancy tornou-se uma das mais populares primeiras-damas dos Estados Unidos.

### Combate às drogas
Em 1982 Nancy organizou a campanha Just Say No, que tornou-se a principal ocupação da primeira-dama. Nancy sentiu a necessidade de educar as crianças americanas sobre o uso de drogas e os seus efeitos negativos. A primeira-dama organizou várias viagens pelos estados norte-americanos para promover o combate às drogas. A campanha teve parada em Daytop Village, Nova Iorque. A campanha foi um sucesso e teve o apoio de vários líderes mundiais.
Durante uma das aulas sobre o abuso de drogas, Nancy foi questionada por um aluna que não sabia o que dizer caso drogas lhe fossem oferecidas. Ao que Nancy respondeu: "Just Say No" (Basta dizer Não). A citação ficou muito famosa e é considerada até hoje uma das citações mais famosas da década de 1980. Os Reagans viajaram mais de 400 mil km por todo o território nacional para educar para a rejeição às drogas.
A partir de 1985, Nancy expandiu a campanha a nível internacional, convidando as primeiras-damas de várias nações para uma conferência na Casa Branca sobre o abuso de drogas. Em 27 de outubro de 1986, o presidente Reagan assinou uma lei que concedia cerca de 1,7 bilhão de dólares em financiamentos para combater, garantindo uma pena mínima obrigatória por delitos de drogas. Em 1988, Nancy tornou-se a primeira primeira-dama a participar da Assembleia Geral das Nações Unidas, perante a qual falou sobre o narcotráfico.

## Últimos anos
Embora Nancy fosse uma primeira-dama controversa, 56% dos americanos tinham uma opinião favorável quando seu marido deixou o cargo em 20 de janeiro de 1989, com 18% tendo uma opinião desfavorável e o restante não dando uma opinião. Em comparação com as colegas primeiras-damas quando seus maridos deixaram o cargo, a aprovação de Reagan foi maior do que a de Rosalynn Carter e Hillary Clinton. No entanto, era menos popular que Barbara Bush, e seu índice de desaprovação era o dobro do de Carter.

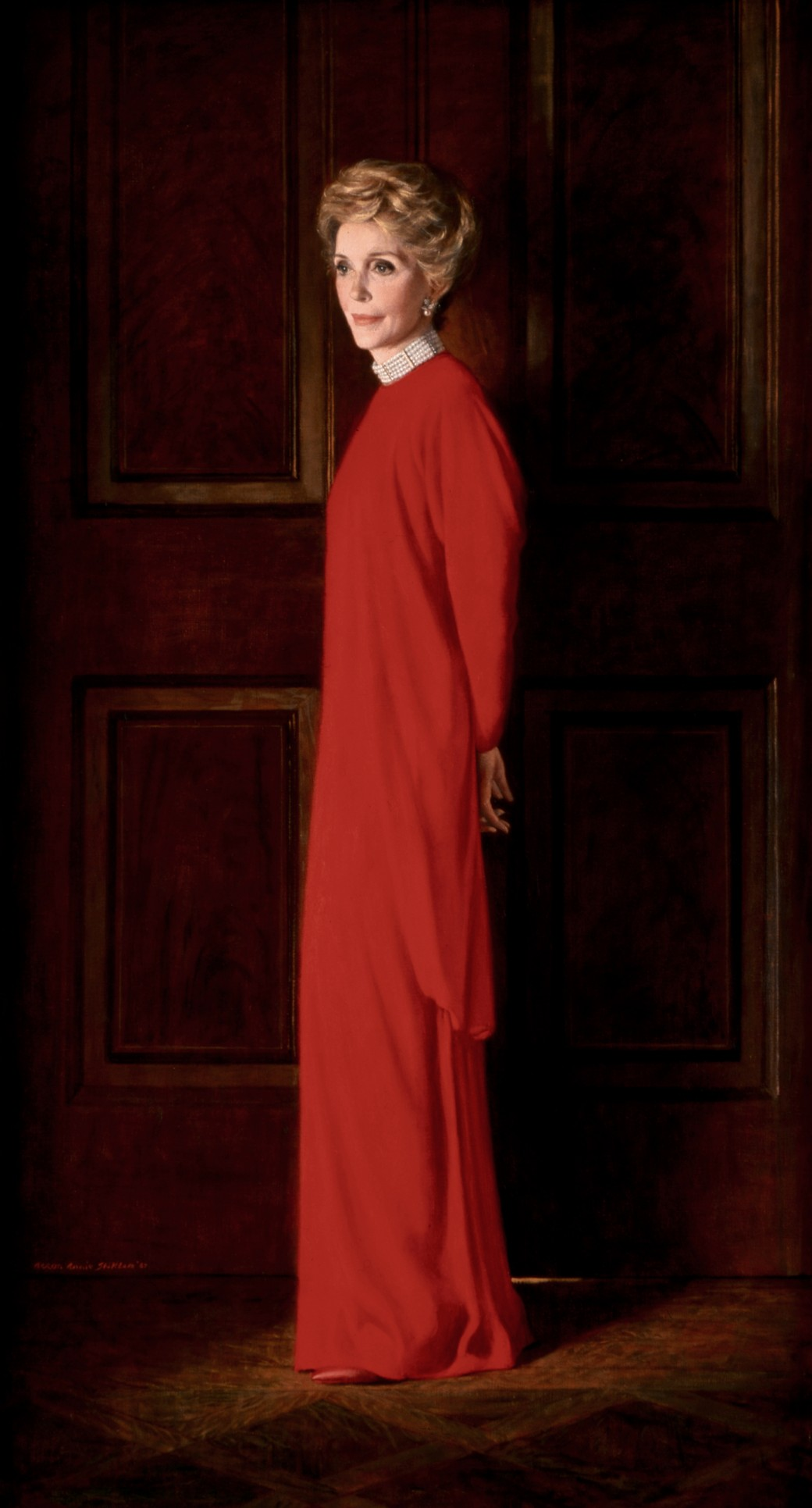
Retrato oficial da Casa Branca de Reagan na sala Vermeil

Ao deixar a Casa Branca, o casal retornou à Califórnia, onde comprou uma casa no rico bairro de Bel Air, em East Air Old Bel Air, Los Angeles, dividindo seu tempo entre Bel Air e o Rancho Reagan em Santa Barbara, Califórnia. Ronald e Nancy também frequentavam regularmente a Igreja de Bel Air. Depois de deixar Washington, Nancy fez inúmeras aparições públicas, muitas em nome de seu marido. Ela continuou a residir na casa de Bel Air, onde morou com o marido até que ele morreu em 5 de junho de 2004.

### Primeiras atividades pós-Casa Branca
No final de 1989, a ex-primeira-dama estabeleceu a Fundação Nancy Reagan, que pretendia continuar a educar as pessoas sobre os perigos do abuso de substâncias. A Fundação fez uma parceria com a BEST Foundation For A Drug-Free Tomorrow, em 1994, e desenvolveu o Programa Pós-Escola de Nancy Reagan. Ela continuou a viajar pelos Estados Unidos, falando contra o abuso de drogas e álcool.

A longa jornada de Ronnie finalmente o levou a um lugar distante onde eu não posso mais alcançá-lo.

— Nancy Reagan (Maio de 2004)
Suas memórias, My Turn: The Memoirs of Nancy Reagan (1989), são um relato de sua vida na Casa Branca, comentando abertamente sobre sua influência no governo Reagan e discutindo os mitos e controvérsias que cercaram o casal. Em 1991, a autora Kitty Kelley escreveu uma biografia não autorizada e amplamente citada sobre Reagan, repetindo relatos de um relacionamento ruim com seus filhos e introduzindo rumores de supostas relações sexuais com o cantor Frank Sinatra. Uma grande variedade de fontes comentou que as alegações amplamente não suportadas de Kelley são provavelmente falsas.
Em 1989, o IRS (Internal Revenue Service) começou a investigar os Reagans por alegações de que eles deviam impostos adicionais sobre presentes e empréstimos de roupas e jóias de alta moda à primeira-dama durante seu tempo na Casa Branca (os destinatários que se beneficiam da exibição de tais itens reconhecem o lucro tributável mesmo se forem devolvidos). Em 1992, a Receita Federal determinou que os Reagans não incluíram itens de moda no valor de US$ 3 milhões entre 1983 e 1988 em suas declarações fiscais. Foram cobrados por uma grande quantidade de impostos atrasados e juros, que foram pagos posteriormente.
Depois que o Presidente Reagan revelou que havia sido diagnosticado com a doença de Alzheimer em 1994, ela se tornou sua principal cuidadora e se envolveu ativamente com a Associação Nacional de Alzheimer e sua afiliada, o Instituto de Pesquisa Ronald e Nancy Reagan em Chicago, Illinois.
Em abril de 1997, Nancy Reagan juntou-se ao presidente Bill Clinton e aos ex-presidentes Ford e Bush na assinatura da Declaração de Compromisso da Cúpula em defesa da participação de cidadãos particulares na solução de questões domésticas nos Estados Unidos.
Nancy Reagan foi agraciada com a Medalha Presidencial da Liberdade, a mais alta honra civil do país, pelo Presidente George W. Bush em 9 de julho de 2002. O Presidente Reagan recebeu sua própria Medalha Presidencial da Liberdade em janeiro de 1993. Nancy e seu marido foram condecorados com a Medalha de Ouro do Congresso em 16 de maio de 2002, no edifício do Capitólio dos Estados Unidos, e foram apenas o terceiro presidente e primeira-dama a recebê-la. Ela aceitou a medalha em nome de ambos.

### Funeral do Presidente Reagan

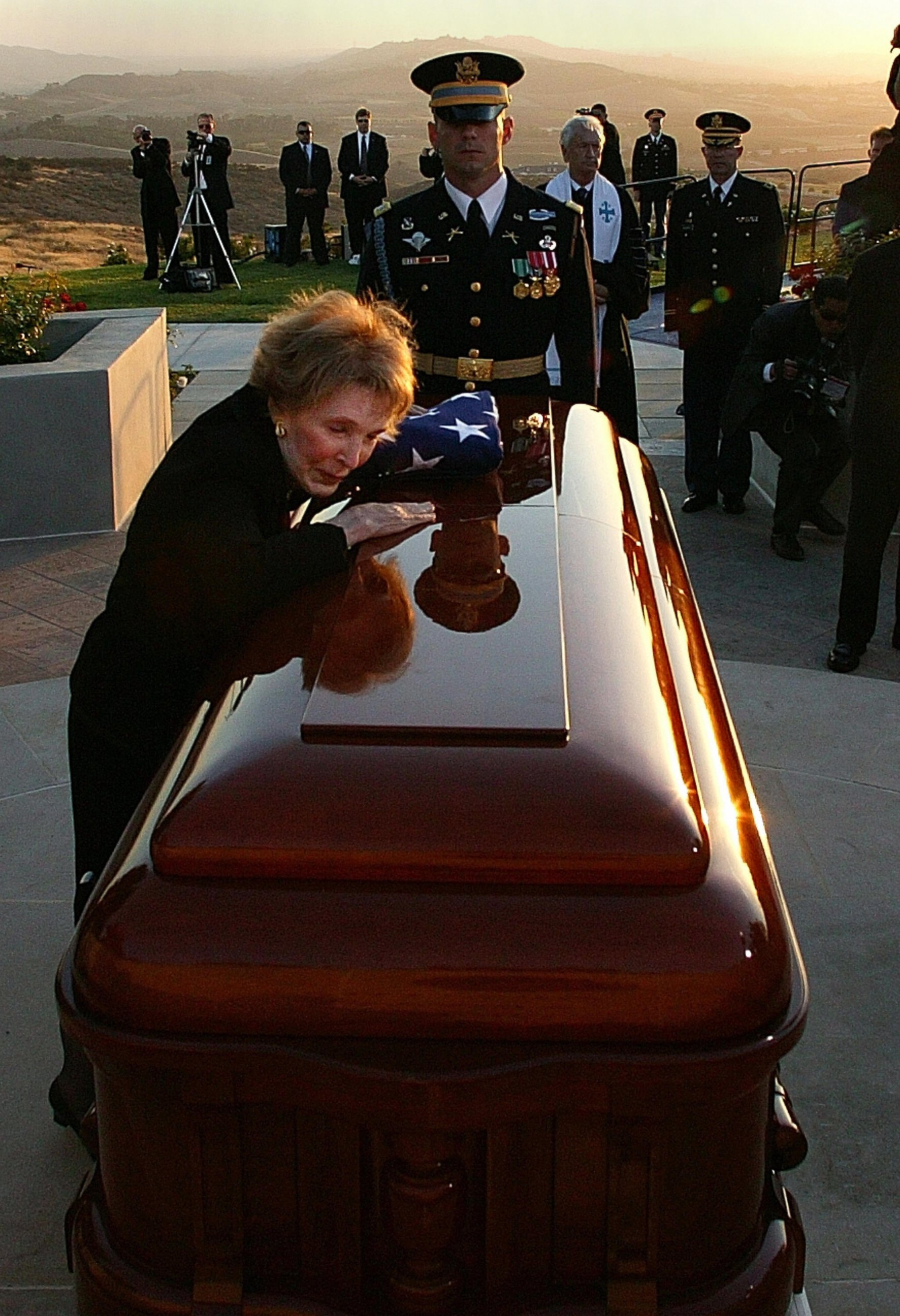
Nabcy se despede do presidente Ronald Reagan após um funeral de estado de uma semana, 2004

Ronald Reagan morreu em sua casa em Bel Air em 5 de junho de 2004. Durante o funeral de estado de sete dias, Nancy, acompanhada por seus filhos e escolta militar, liderou a nação em luto. Ela manteve uma compostura forte, viajando de sua casa para a Biblioteca Reagan para um serviço memorial, depois para Washington, D.C., onde o corpo de seu marido permaneceu no estado por 34 horas antes de um serviço funerário nacional na Catedral Nacional de Washington. Ela retornou à biblioteca em Simi Valley para um funeral e enterro ao pôr do sol, onde, tomada pela emoção, perdeu a compostura e chorou em público pela primeira vez durante a semana. Depois de receber a bandeira dobrada, ela beijou o caixão e murmurou "Eu te amo" antes de sair. Durante a semana, o jornalista da CNN Wolf Blitzer disse: "É uma mulher muito, muito forte, mesmo que pareça frágil".
Ela havia dirigido o planejamento detalhado do funeral, que incluía agendar todos os grandes eventos e pedir ao ex-presidente George H. W. Bush, bem como à ex-primeira-ministra britânica Margaret Thatcher, ex-líder da União Soviética Mikhail Gorbachev e ex-primeiro-ministro canadense Brian Mulroney para falar durante o Serviço Nacional da Catedral. Ela prestou muita atenção aos detalhes, algo que sempre fizera na vida do marido. Betsy Bloomingdale, uma das melhores amigas de Reagan, declarou: "Ela parece um pouco frágil. Mas ela é muito forte por dentro. Ela é. Ela tem força. Ela está fazendo sua última coisa por Ronnie. E ela fará tudo certo". O funeral marcou sua primeira aparição pública importante desde que ela fez um discurso na Convenção Nacional Republicana de 1996 em nome de seu marido.
O funeral teve um grande impacto em sua imagem pública. Após críticas substanciais durante seu mandato como primeira-dama, foi vista como uma heroína nacional, elogiada por muitos por apoiar e cuidar de seu marido enquanto ele sofria da doença de Alzheimer. O U.S. News & World Report opinou: "depois de uma década nas sombras, uma Nancy Reagan diferente e mais suave surgiu".

## Morte e funeral
Em 6 de março de 2016, Reagan morreu de insuficiência cardíaca congestiva aos 94 anos. Em 7 de março, o presidente Barack Obama emitiu uma proclamação presidencial ordenando que a bandeira dos Estados Unidos fosse levada a meio mastro até o pôr do sol no dia do enterro de Reagan.
Seu funeral foi realizado em 11 de março na Biblioteca Presidencial Ronald Reagan, em Simi Valley, Califórnia. Presentes representantes de dez primeiras famílias, incluindo o ex-presidente George W. Bush e as primeiras damas Michelle Obama, Laura Bush, Hillary Clinton e Rosalynn Carter. Os outros representantes eram crianças presidenciais Steven Ford, Tricia Nixon Cox, Luci Baines Johnson e Caroline Kennedy, e a neta presidencial Anne Eisenhower Flottl.
Outras pessoas de destaque foram o governador da Califórnia, Jerry Brown, e os ex-governadores Arnold Schwarzenegger e Pete Wilson, a ex-presidente da Câmara Nancy Pelosi e o ex-presidente da Câmara Newt Gingrich, e ex-membros do governo Reagan, incluindo George P. Shultz e Edwin Meese. Participou também um contingente considerável da indústria do entretenimento de Hollywood, incluindo Mr. T, Maria Shriver (então esposa de Schwarzenegger), Wayne Newton, Johnny Mathis, Anjelica Huston, John Stamos, Tom Selleck, Bo Derek e Melissa Rivers. No total, havia cerca de 1 000 convidados.

Os elogios foram dados pelo ex-primeiro ministro do Canadá Brian Mulroney, ex-secretário de Estado James Baker, Diane Sawyer, Tom Brokaw e seus filhos Patti Davis e Ron Reagan. Após o funeral, Nancy Reagan foi enterrada ao lado de seu marido.

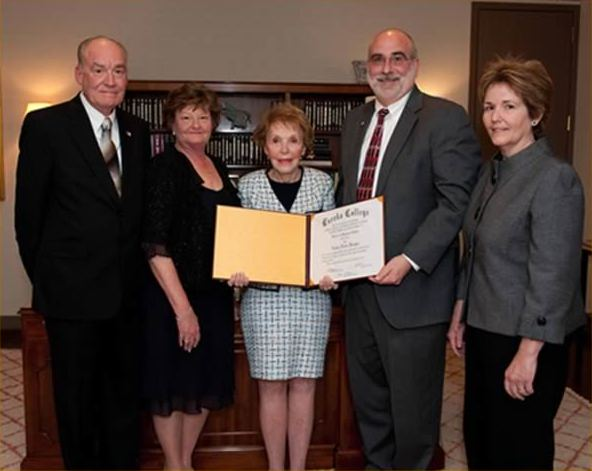
Reagan recebendo um diploma honorário do Eureka College, 2009

## Prêmios e honrarias
Como observado anteriormente, Nancy Reagan recebeu a Medalha Presidencial da Liberdade em 2002 e a Medalha de Ouro do Congresso, no mesmo ano.  Em 1989, recebeu o prêmio de realização vitalícia do Council of Fashion Designers of America.
Como primeira-dama, Nancy Reagan recebeu um doutorado honorário em direito pela Universidade Pepperdine em 1983. Mais tarde, ela recebeu o título de Doutor Honorário em Letras Humanas do Eureka College, em Illinois, a alma mater de seu marido, em 2009.